# Nguyễn Ben
Nguyễn Ben còn được gọi là Ben Ten (sinh 1988, tại Sioux Falls, South Dakota, Hoa Kỳ) là võ sĩ Võ Tự Do MMA chuyên nghiệp người Mỹ gốc Việt. Anh đã đạt được giải Nitro Bantamweight Champion , K-Oz Bantamweight Champion, No. 1 Bantamweight in Australia, trước khi tham gia giải UFC hạng ruồi (flyweight), giải đấu võ tự do lớn nhất thế giới.

## Tiểu sử
Nguyễn Ben bắt đầu được cho học Taekwondo, khi vào học trung học và bị ăn hiếp ở trong trường. Sau trung học anh ta đã vào college để trở thành kỹ sư, nhưng đã bỏ học để theo đuổi môn đấu võ MMA.
Anh bắt đầu đánh chuyên nghiệp từ năm 2006 từ Sioux Falls, South Dakota, tập dợt ban đêm trong khi ban ngày làm việc như là một chuyên viên IT. Năm 2012, Ben tham dự "Tiger Muay Thai & MMA Scholar Athlete program" ở Thái, rồi dọn tới Brisbane, Úc . Thành tích MMA tổng cộng là 15 trận thắng, trong đó 9 trận KO, 4 trận thắng nhờ đầu hàng, 7 trận thắng ngay trong hiệp đầu, 5 trận thua.
Ben Ten ngoài ra đang điều hành và cũng là MMA huấn luyện viên chính của Fightcross Cleveland.

## Thành tích UFC
Trong giải ngoại hạng UFC anh đã thắng 2 trận đầu liên tiếp:
| Ngày       | Kết quả | Thành tích | Đối thủ          | Chương trình thi đấu                   | Cách thức                      | Hiệp | Thời gian | Địa điểm                        | Ghi chú          |
| 9/05/2015  | Thắng   | 14-5       | Alptekin Ozkilic | UFC Fight Night 65: Miocic vs. Hunt    | KO (đấm)                       | 1    | 4:59      | Adelaide, Úc                    | Ra mắt hạng ruồi |
| 14/11/2015 | Thắng   | 15-5       | Ryan Benoit      | UFC 193                                | Đầu hàng                       | 1    | 2:35      | Etihad Stadium, Melbourne, Úc   |                  |
| 13/7/2016  | Thua    | 15-6       | Louis Smolka     | UFC Fight Night: McDonald vs. Lineker  | TKO (đấm và cùi chỏ)           | 2    | 0:58      | Sioux Falls, Nam Dakota, Hoa Kỳ |                  |
| 27/11/2016 | Thắng   | 16-7       | Geane Herrera    | UFC Fight Night: Whittaker vs. Brunson | quyết định trọng tài đồng nhất | 3    | 0:00      | Melbourne, Úc                   |                  |
| 27/11/2016 | Thua    | 16-6       | Jussier Formiga  | UFC 221                                | Siết cổ                        | 3    | 1:43      | Perth, Úc                       |                  |

## Đời tư
Trong khi huân luyện ở Thái Lan, Ben gặp người vợ tương lai April Adams, một nữ võ sĩ Kickboxer, và theo cô về Brisbane. Hai người lấy nhau vào cuối năm 2015.